# Rizon
Rizon est un IRC accueillant en moyenne 18 000 utilisateurs. C'est le 5e plus gros réseau IRC,. Rizon est très utilisé par les groupes de fansubs d'anime qui s'échangent leurs fichiers via XDCC à l'aide de bots sur leur salon de discussion. Le partage de fichiers d'œuvres numériques protégées par le droit d'auteur est également très répandu dans certains canaux du réseau,,.

## Histoire
Rizon est fondé en juillet 2002. Début 2004, les réseaux IRC mIRCX et Aniverse font l'objet d'une attaque par déni de service (DDoS), ce qui force leurs utilisateurs à se rabattre vers d'autres réseaux IRC, tels que Rizon, qui se voit alors accueillir de 8 000 à 10 000 nouveaux utilisateurs. De nouveaux serveurs sont ensuite ajoutés au réseau pour faire face à cette surcharge.

## L'IRCdde Rizon
Rizon utilise Plexus IRCd, spécifiquement conçu pour ce réseau et basé sur Hybrid IRCd. Il n'est pas utilisé exclusivement par Rizon.